# Cultura di Hongshan

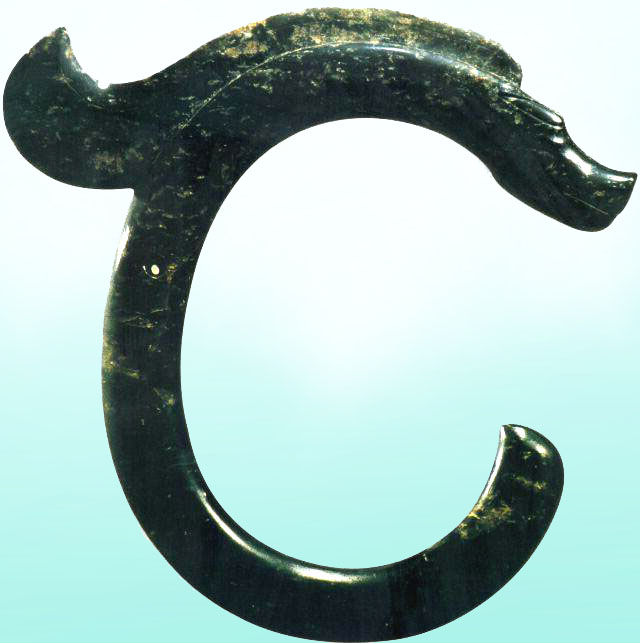
Dragone in giada a forma di C, della cultura di Hongshan.

La cultura di Hongshan, (cinese semplificato= 红山文化 , tradizionale= 紅山文化 , pinyin= hóngshān wénhuà), era una cultura neolitica sviluppatasi nel nord-est della Cina tra il 4000 e il 2500 a.C.
Siti appartenenti a questa cultura sono stati trovati in un'area che si estende a nord dei monti Yan ( 燕山 ) nell'Hebei, da una parte all'altra del corso superiore dei fiumi Daling (大凌河) e Xiliao (西遼河) nel Liaoning, e nella Mongolia interna.
La cultura deriva il suo nome dal sito di Hongshanhou, (cinese semplificato= 红山後 , tradizionale= 紅山後 , pinyin=hóngshānhòu), nel distretto di Hongshan, nella prefettura di Chifeng nella Mongolia interna. Il sito fu scoperto nel 1908 dall'archeologo giapponese Ryūzō Torii; estese campagne di scavo furono portate avanti nel 1935 da Hamada Kosaku e Mizuno Seiichi.
L'appellativo di cultura di Hongshan fu adottato nel 1954. La cultura è particolarmente conosciuta per i suoi oggetti in giada e per i siti funerari e di culto che comprendono templi, altari, cairn e costruzioni piramidali. Gli archeologi ritengono che questa cultura si sia sviluppata sulla base di quella di Xinglongwa ( 兴隆洼 )  (Mongolia interna e Liaoning) e Zhaobaogou ( 赵宝沟 ) (Mongolia interna e Hebei) con le quali presenta alcune similitudini sul piano religioso. Hongshan sarebbe contemporanea alla fase finale della cultura di Yangshao con la quale avrebbe intrattenuto dei contatti.

## Stile di vita
Dall'esame delle ossa animali e degli utensili ritrovati, si deduce che l'agricoltura, praticata con strumenti in pietra, ricopriva un'importanza maggiore che nelle culture di Xinglongwa e Zhaobaogou. Venivano allevati maiali, pecore e bovini, mentre le testimonianze di ossa di cervo indicano che la caccia aveva comunque una discreta importanza.
Gli abitati erano piuttosto dispersi e le famiglie, strutturate in forma di clan, dovevano vivere in modo piuttosto autarchico. Le abitazioni erano di forma rettangolare o quadrata, spesso semi-interrate e comprendevano un focolare centrale disposto su un pavimento in terra battuta.

## Artigianato
I manufatti ritrovati nelle sepolture includono alcuni dei primi esempi di lavorazione della giada. La cultura di Hongshan è conosciuta proprio per il suo artigianato in giada i cui soggetti principali erano di ispirazione animale. Il motivo più caratteristico si riallaccia alla tipologia dell'uroboro, un drago che morde la coda, qui rappresentato nella forma di dragone a testa suina chiamato dragone-maiale, (zhulong 豬龍).
Il vasellame comprendeva manufatti di terra mescolata a sabbia che dovevano servire per conservare cibi, e altri elementi più raffinati in terra rossa, decorati a bande, triangoli, o motivi a scaglie, realizzati con pigmenti neri o violacei e incisioni a forma di "Z".
In tutti i siti della cultura di Hongshan sono stati inoltre trovati oggetti in terracotta e argilla, tra cui molte rappresentazioni di donne in gravidanza, tipica rappresentazione della fecondità.
Sono stati ritrovati anche anelli in rame, mentre alcuni oggetti in ceramica, che formano le due metà di uno stampo, scoperti nel sito di Xitai, nel distretto di Aohan (熬漢) nella Mongolia interna, indicano che in alcune aree era conosciuta la tecnica della lavorazione del bronzo.

## Religiosità
Il sito di Niuheliang è un complesso di tipo rituale associato alla cultura di Hongshan.
Gli scavi hanno ritrovato una struttura sotterranea, profonda un metro, attribuita ad un tempio, che includeva un altare e degli ometti in pietra. Il tempio, costituito da piattaforme in pietra e contornato di pareti dipinte, è stato chiamato dagli archeologi Tempio della Dea, in seguito alla scoperta di una testa femminile in argilla con pezzi di giada incastonati negli occhi.
All'interno del tempio sono state trovate delle raffigurazioni umane in argilla con dimensioni grandi fino a tre volte quelle reali. Queste rappresentazioni sono state identificate come divinità, ma di una religione di cui non c'è riscontro in altre parti dell'antica cultura cinese.
L'esistenza di una complessa rete di attività commerciali e le architetture monumentali (come le piramidi del Tempio della Dea) portano a pensare che queste comunità preistoriche fossero strutturate in forma di chiefdom, cioè di comunità organizzate sotto il controllo di un capo.
All'interno del tempio è stato trovato anche del vasellame dipinto, mentre nei dintorni sono state portate alla luce circa sessanta tombe, tutte costruite in pietra e coperte da cumuli di sassi; all'interno di alcune di esse sono stati rinvenuti manufatti in giada.
Sulla cima di due collinette circostanti, sono stati trovati alcuni ometti in pietra, costituiti da accumuli di pietre calcaree, al fianco di tombe tonde o quadrate. All'interno rinvenute piccole sculture di dragoni e tartarughe.
Alcuni studiosi ritengono che la cultura di Hongshan comprendesse anche sacrifici religiosi.

## Siti importanti

### Dongshanzui
Dongshanzui (東山嘴) è situato nella contea di Kazuo (喀左縣) a Chaoyang, nel Liaoning; le sue vestigia sono databili al 3500 a.C.
Il sito comprende alcune spiazzi costituiti da pietre ammucchiate, il più grande dei quali misura 240 m2. L'orientamento nord-sud è tipico della costruzione dei villaggi della Cina antica. Alcune zone sembrano essere state lastricate e sono stati trovati resti di pilastri cilindrici in pietra dipinta. Sul lato sono presenti tombe rettangolari, mentre a sud si trovano cumuli rotondeggianti. Sono state rinvenute una ventina di raffigurazioni femminili incinte, con altezze che vanno da 6 a 80 cm, e oggetti in giada.

### Niuheliang
Niuheliang (牛河粱), situato ai confini del distretto di Jianping, prefettura di Chaoyang nel Liaoning occidentale, è ritenuto contemporaneo a Dongshanzui.
Il sito, candidato all'inclusione nella lista dei Patrimoni dell'Umanità dell'UNESCO, è costituito da uno spiazzo-altare composto di pietre e terra, sostenuto da pilastri di terra dipinta, da una costruzione semi-interrata recante tracce di pittura, chiamata Tempio della Dea, da ometti in pietra situati a sud e a ovest del tempio, e da una costruzione piramidale. L'insieme è situato su una collinetta.
Gli ometti in pietra furono i primi a essere scoperti nel 1983; la disposizione delle tombe suggerisce una struttura gerarchizzata. Sono state riportate alla luce numerose giade, anche se le tombe sembrano essere state parzialmente saccheggiate. Il tempio, situato ad una estremità dello spiazzo, presenta una forma a 亞 molto allungata nella direzione principale. Vi sono state rinvenute effigi femminili nude e una testa in grandezza naturale con gli occhi di giada. Alcune figure, composte da uno strato di argilla attorno a un nucleo di paglia o legno, hanno dimensioni da due a tre volte quelle naturali. Il sito ha anche restituito del vasellame di grandi dimensioni in terra rossa.
Un anno dopo la scoperta del tempio, è stata identificata nelle vicinanze una costruzione piramidale in pietra non locale e terra, costruita con cura particolare. Era nascosta sotto un'altura, conosciuta da secoli con il nome di Zhuanshanzi (轉山子), che durante la dinastia Han (206 a.C. - 220 d.C.) era utilizzata come stazione di una delle diramazioni della Grande Muraglia.

### Sijiazi
Sijiazi (四家子) è situato nel distretto di Aohan (熬漢旗), nella Mongolia interna. Nel 2001 vi sono state scoperte delle tombe e una costruzione piramidale che porta sulla sommità uno spiazzo per il culto.